# Megina
Megina es un municipio y localidad española de la provincia de Guadalajara, en la comunidad autónoma de Castilla-La Mancha. El término municipal tiene una población de 27 habitantes (INE 2024).

## Situación
Megina es un pequeño pueblo enclavado en un entorno natural del parque natural del Alto Tajo. El casco urbano está ubicado en el extremo occidental de un pequeño valle surcado por el arroyo Jándula o Jandulilla que llega desde el vecino Alcoroches, aunque sólo lleva agua en años lluviosos.
El pueblo descansa en la ladera del cerro de San Cristóbal, flanqueado por la rocosa Majadilla y mirando al altivo Picorozo. Aguas abajo aparece La Hoz, barranco calcáreo vigilado por un gran farallón donde anidan una colonia de buitres, una pareja de alimoches y algún falcónido.[cita requerida]
En la parte meridional se encuentra el río Cabrillas, encajonado en la pinada de La Grajera, morada de jabalíes, ciervos, corzos y algún zorro.[cita requerida]
Al norte del término municipal aparece la alta planicie de Montenegro, de suelo escaso y pedregoso, con encinas y rebollos.[cita requerida]

## Historia
Hacia mediados del siglo XIX, el lugar tenía contabilizada una población de 195 habitantes. La localidad aparece descrita en el decimoprimer volumen del Diccionario geográfico-estadístico-histórico de España y sus posesiones de Ultramar de Pascual Madoz de la siguiente manera:

MEGINA: l. con ayunt. en la prov. de Guadalajara (18 leg.), part. jud. de Molina (4), aud. terr. de Madrid (28), c. g. de Castilla la Nueva, dióc. de Siguenza (14). sit. al pié de un cerro con esposicion al S., rodeado de bosques de pino y sabina; le combaten principalmente los vientos N. y E.; su clima es frio, y las enfermedades mas comunes afecciones de pecho. Tiene 72 casas; escuela de instruccion primaria frecuentada por 12 alumnos á cargo de un maestro dotado con 10 fanegas de trigo comun; una igl. parr. (la Asuncion de Nuestra Señora) servida por un cura y un sacristan. térm.: confina con los de Taravilla, Traid, Chequilla y Pinilla; dentro de él se encuentran una fuente de buen agua y una ermita (San Pedro). El terreno es quebrado y de buena calidad; le baña el r. Cabrilla que pasa á 1/4 de leg. de la pobl. caminos: los que dirigen á los pueblos limítrofes todos en mal estado, por la escabrosidad del terreno. correo: se recibe y despacha en la estafeta de Molina por un balijero; llega los domingos y sale los lunes. prod.: trigo, cebada, centeno, algunas legumbres ordinarias, leñas de combustible y carboneo, alguna madera de construccion y buenos pastos, con los que se mantiene ganado lanar fino estante, y las yuntas necesarias para la agricultura; abunda la caza de perdices y conejos, y en el Cabrilla se pescan truchas y cangrejos. ind.: la agrícola, recria de ganados, y un molino harinero. comercio: esportacion del sobrante de frutos, algun sanado y lana, é importacion de los art. de consumo que faltan. pobl.: 51 vec., 195 alm. cap. prod.: 730,000 rs. imp.: 65,700. contr.: 2,114. presupuesto municipal: 500; se cubre con los prod. de la taberna y los de las yerbas de pasto.
(Madoz, 1848, p. 352)

## Demografía
Megina cuenta con una población de 27 habitantes (INE 2024).
| Gráfica de evolución demográfica de Megina entre 1842 y 2021                                                        |
| |
| Población de derecho según los censos de población del INE Población de hecho según los censos de población del INE |

| 90            | 87 | 61 | 57 | 50 | 47 |
| (Fuente: INE) |    |    |    |    |    |